# Phalacrachena
Phalacrachena là một chi thực vật có hoa trong họ Cúc (Asteraceae).

## Loài
Chi Phalacrachena gồm các loài: